# Stadion Centralny w Mikołajowie
Miejski Stadion Centralny (ukr. Центральний міський стадіон) – wielofunkcyjny stadion w Mikołajowie na Ukrainie.
Stadion "Sudnobudiwnyk" w Mikołajowie został zbudowany w 1965. W 2002 rozpoczęła się rekonstrukcja stadionu, który ma być dostosowany do wymóg standardów UEFA i FIFA, wymieniono część starych siedzeń na siedzenia z tworzywa sztucznego. Rekonstruowany stadion będzie mógł pomieścić 16 700 widzów. Domowa arena klubu MFK Mikołajów.